# Metal Fighter
Metal Fighter is een videospel voor het platform Nintendo Entertainment System. Het spel werd uitgebracht in 1989. 